# Alastair, 2. Duke of Connaught and Strathearn

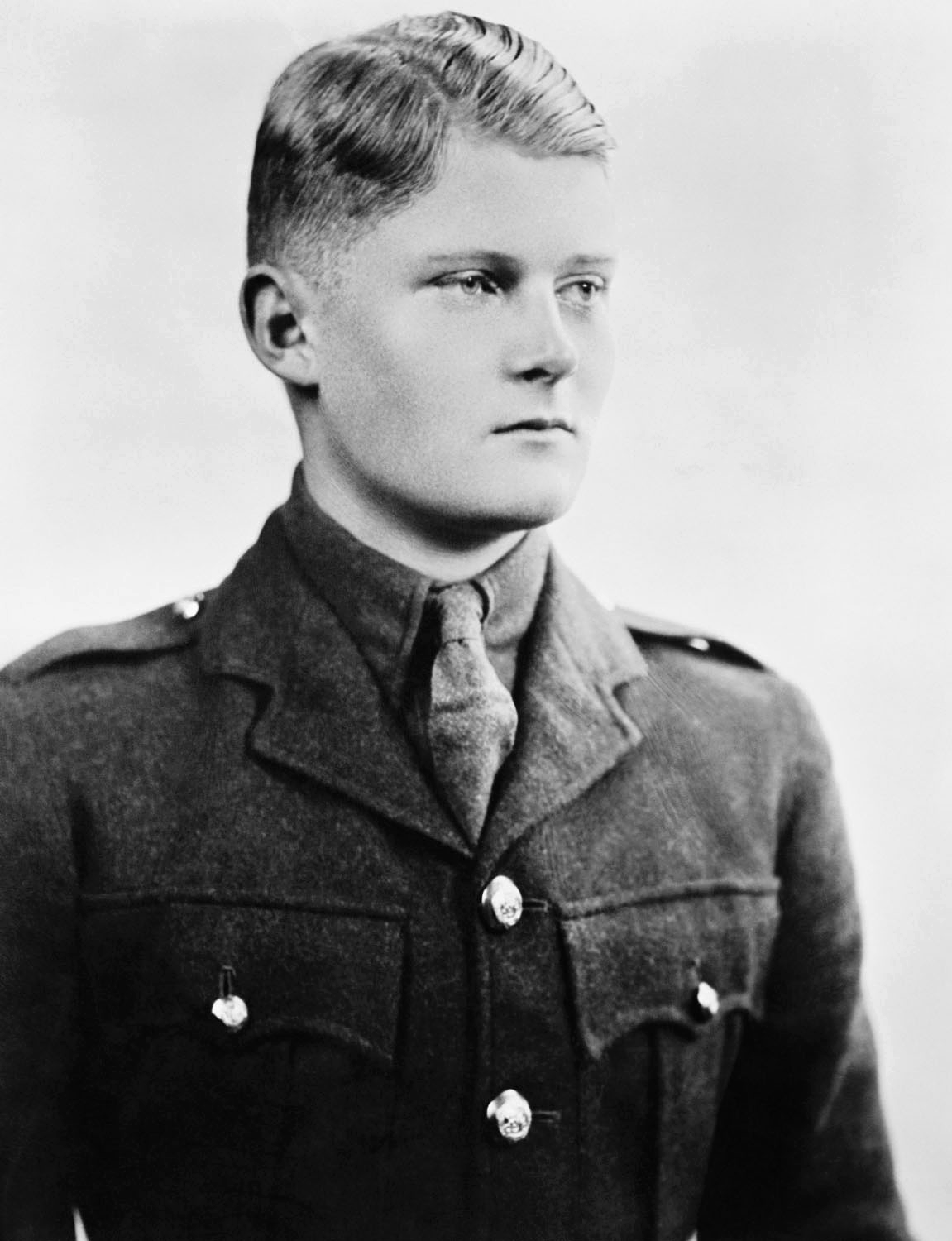
Alastair, 2. Duke of Connaught and Strathearn, um 1932

Alastair Arthur Duff Windsor, 2. Duke of Connaught and Strathearn (* 9. August 1914 in Mayfair, London; † 26. April 1943 in Ottawa) war ein britischer Hochadliger. Geboren als Prince Alastair of Connaught trug er die meiste Zeit seines Lebens den Höflichkeitstitel Earl of Macduff, bevor er ein Jahr vor seinem Tod den Titel des Duke of Connaught and Strathearn erbte.

## Leben

### Frühes Leben

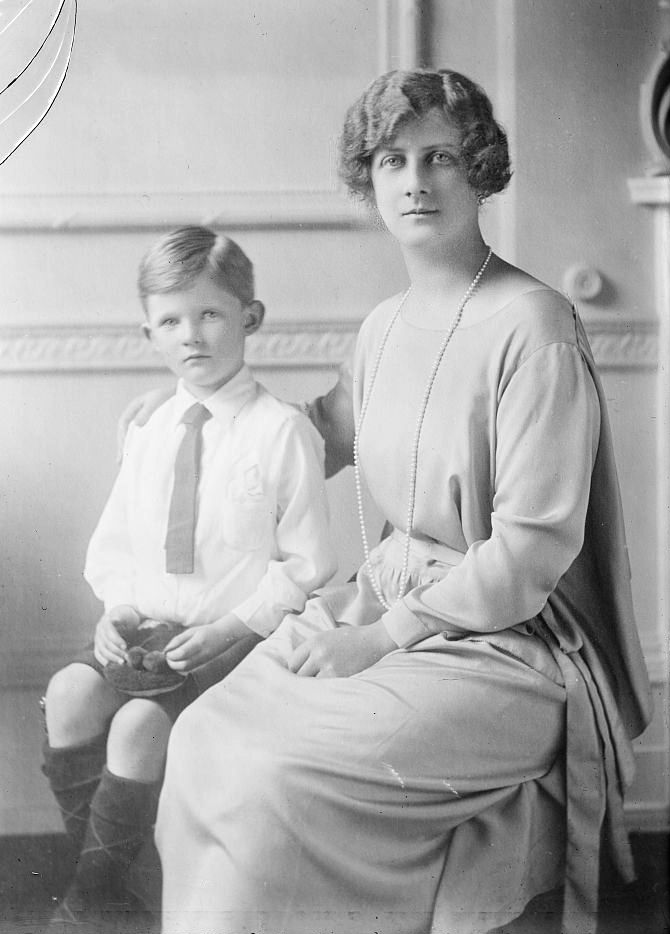
Alastair mit seiner Mutter Alexandra, um 1920

Alastair wurde kurz nach Ausbruch des Ersten Weltkrieges geboren. Er war das einzige Kind von Prince Arthur of Connaught und dessen Gattin und Nichte zweiten Grades Princess Alexandra Duff, 2. Duchess of Fife. Sein Großvater väterlicherseits war Prince Arthur, 1. Duke of Connaught and Strathearn. Durch beide Elternteile Nachkomme von Queen Victoria, war er Mitglied der Königsfamilie, stand an neunter Position der Thronfolge und führte das Prädikat Prince und die Anrede His Highness. Alastair wurde am 25. August 1914 im Haus seiner Eltern in Mayfair getauft, seine Paten waren König Georg V., König Alfons XIII. von Spanien, die Königinmutter Alexandra, sein Großvater, der Duke of Connaught and Strathearn, Princess Louise, Duchess of Argyll und Mary, Countess of Harewood. 1917 änderte König George V. aufgrund des Ersten Weltkrieges den Namen der königlichen Familie von Sachsen-Coburg und Gotha in Windsor. Noch im gleichen Jahr beschränkte George V. das Führen des britischen Prinzentitels auf nahe Verwandte des Königs. Alastair Windsor, wie er nun hieß, führte, da er kein Prinz mehr war, als Heir apparent seiner Mutter, der Duchess of Fife, den Höflichkeitstitel Earl of Macduff.

### Ausbildung und späteres Leben
Da sein Vater und Großvater bedeutende Militärführer waren, wurde auch für Alastair eine Offizierskarriere vorgesehen. Er besuchte die Bryanston School und die Militärakademie Sandhurst. 1935 trat er als Second Lieutenant des väterlichen Kavallerieregiments Royal Scots Greys in die British Army ein und war mit seinem Regiment ab dem Jahr darauf in Ägypten stationiert. Nach dem Krebstod seines Vaters 1938 wurde Alastair 1939 nach Kanada versetzt, wo er Aide-de-camp des Generalgouverneurs Earl of Athlone wurde. 1942 starb auch sein Großvater; Alastair erbte dessen Peerswürden als 2. Duke of Connaught and Strathearn und 2. Earl of Sussex. Er starb jedoch selbst nur ein gutes Jahr darauf im Alter von nur 28 Jahren unter tragischen Umständen: Als Einzelgänger und Träumer für den Militärdienst wenig geeignet, wurde er von Kameraden wie Vorgesetzten als inkompetent bezeichnet und ausgegrenzt. Er stürzte schließlich eines Nachts stark betrunken aus einem Fenster von Rideau Hall, blieb im Freien liegen und starb durch Unterkühlung. Sein Leichnam wurde in Kanada eingeäschert, die Urne nach Schottland gebracht und in Braemar bestattet. Da er keine Nachkommen hinterließ, erloschen seine Adelstitel.